# 6-甲基吡啶-2,4-二甲酸
6-甲基吡啶-2,4-二甲酸是一种有机化合物，化学式为C8H7NO4。它是无色晶体，可由丙酮酸和氨的反应得到。它和氯化亚砜反应，可以得到6-甲基吡啶-2,4-二甲酰氯。